# Заволочье (крепость)
Заволочье — бывшая крепость в Псковской земле, пограничный пункт в древней Руси, один из форпостов Русского государства в Северо-Западной Руси.
Земляное укрепление было построено русскими в 1536 году, во время регентства матери Ивана IV Грозного Елены Глинской, и в него были переведены жители старого Ржева.

« … Велел князь великий поставити во Ржевском на литовском рубежи град землян, а нарек его Заволочье»— Воскресенская летопись // ПСРЛ. т. 8. — СПб., 1859. с. 291.
В 1581 году поселение взято Стефаном Баторием, а в 1612 году — Лисовским, в этом же году отбито и сожжено казаками себежскими и опочецкими. В 1701 году укрепление было возобновлено Петром Алексеевичем.

## Описание
Периметр городища составляет 900 метров. Крепость состояла из деревянных стен на земляном валу и 9-ти деревянных же башен. В крепости находились наместничий двор и церковь Покрова Пресвятой Богородицы с двумя приделами. Как пишет историк Васильев, Заволочье было построено вскоре после Ивангорода и повторяет его планировку. В течение XVI века крепость, куда были переведены служилые люди из Ржевы Пустой (из-за чего её саму порой так называли), была укреплена земляной насыпью с деревянными элементами, способной гасить возросшую мощность артиллерийских орудий. На северном берегу острова находился посад крепости.

## История
Крепость была основана в 1536 году на острове Большой озера Подцо (ныне — полуостров на озере Заволоцкое в 12 км от города Пустошка), после того, как эти земли, ранее относившиеся к Великому княжеству Литовскому и Русскому, были заняты русскими отрядами в ходе Стародубской войны. По итогам войны, Заволочье с округой осталось в составе Русского государства. Крепость выполняла охранную функцию дороги на Псков с юга и являлась новым центром Пусторжевского уезда (центр был переведён из Ржевы Пустой), здесь находилось два управляющих наместника. Она являлась одним из небольших оборонительных форпостов-«пригородов» Пскова, состоя в одном ряду с такими крепостями как Опочка, Выбор, Велье, Врев, Дубков, Воронич, Черница, Владимирец и другими.
В 1580 году, на заключительном этапе Ливонской войны, Заволочье осадил польский король Стефан Баторий. Осада обернулась для королевских войск серьёзными потерями, однако спустя три недели гарнизон Заволочья, возглавляемый тяжело раненым воеводой Василием Долгово-Сабуровым, всё же капитулировал. После Ям-Запольского мира Заволочье вернулось в состав Русского государства.
Во время Смуты крепость была вновь временно захвачена поляками. На некоторое время здесь обосновался знаменитый шляхтич Александр Лисовский.
Заволочье сохраняло своё стратегическое значение и вплоть до эпохи Петра I. Во время Северной войны в ней содержался гарнизон и по приказу царя вместо бывших девяти башен были возведены восемь бастионов. Однако после окончания войны крепость утратила стратегическое значение и пришла в запустение. До 1777 года Заволочье было центром Пусторжевского уезда.
Долгое время близ городища находилась деревня Заволочье, которая в настоящее время вошла в состав соседней деревни Копылок. В XIX веке территорию городища активно использовали под пашню и выпасы скота местные жители. Культурный слой был безвозвратно утрачен.

## Современное состояние
В настоящее время остров, на котором находилась крепость, стал полуостровом, здесь можно обнаружить остатки крепостных сооружений: валы, рвы, места стен и башен. Земля на территории крепости используется местными жителями для сельскохозяйственных нужд. Является объектом туристского показа. Её предлагалось включить в список «15 чудес Псковщины». Очень хорошая транспортная доступность — от станции Пустошка 12 автобусных рейсов в день. Территория обустроена, снабжена указателями.